# Culture dans l'Aveyron
La culture dans l'Aveyron recouvre de nombreuses particularités et spécificités. Sixième département de France par la superficie, l'Aveyron est une mosaïque de terroirs différents qui ont évolué ensemble dans l'occitanisme et une certaine rigueur propre au massif central. Terre de familles nobles, de nombreux châteaux parfois remarquables donnent une identité forte et chargée d'histoire à de nombreux villages de ce qu'était le Rouergue.
L'Aveyron s'est également inscrit dans la modernité grâce notamment à l'emblématique viaduc de Millau lequel, au-delà de sa fonction première, est un ouvrage d'art mondialement connu, ou encore avec Pierre Soulages (1919-2022), qui a légué plus de 500 œuvres au musée qui porte son nom à Rodez. 

## L'Aveyron, territoire culturel
Depuis 1836, la Société des lettres, sciences et arts de l'Aveyron effectue un travail de qualité considérable et diversifié.
La Mission départementale de la Culture du Conseil départemental de l'Aveyron s’attache à promouvoir et à développer la culture sous toutes ses formes depuis 1990.

## Patrimoine

### Musées
Le département compte de nombreux musées, dont une douzaine fédérés par le musée du Rouergue.

## Événements et animations
Ramazick est un festival musical de plein air à Rodez créé en 1992.
Cap festival a lieu depuis 1995 sur le Lévézou.
Le Festival de Jazz et de littérature Les nuits et les jours de Querbes se déroule entre le 10 et 15 août depuis 1998 dans le hameau de Querbes sur la commune d'Asprières.
Des fêtes traditionnelles s'organisent dans les villes et villages de l'Aveyron telles que :
- passage de la paume : le dimanche un groupe de jeunes accompagnés de trompettiste ou d'un accordéoniste font la tournée des maisons du bourg, des villages et hameaux. Les habitants visités offrent un peu d'hospitalité, un don d'argent, un coup à boire, ou tout ce qui peut apporter de la bonne humeur.
- des marchés nocturnes estivaux de tous types se déroulent dans le département.
- des bals nocturnes sont organisés les week-ends d'été.

## Musiques collectives
Très dynamique depuis plus d'un siècle, l'harmonie municipale de Decazeville La Lyre decazevilloise s'est structurée en association loi de 1901 dès lors que cette loi a été promulguée.

## Littérature
Poète et romancier, Charles de Pomairols (1843-1916) contribue à la fondation en 1908 de La Veillée d'Auvergne, association régionaliste affiliée au félibrige.
L'écrivain américain Clark Ashton Smith, pour le besoin de ses romans de fantasy, a créé la province historique française fictive d'Averoigne. Ce toponyme est sûrement inspiré à la fois de ceux de l'Aveyron et de l'Auvergne.

## Entreprises du patrimoine vivant
Entreprise du patrimoine vivant est un label officiel français, créé en 2005, délivré sous l'autorité du ministère de l'Économie et des Finances, afin de distinguer des entreprises françaises aux savoir-faire artisanaux et industriels jugés comme d'excellence.
- Établissement Roger Palat, couverture en lauze et dallage extérieur, à Saint-Hippolyte.
- Menuiserie-ébénisterie Rozière à Bozouls.
- Laguiole Synergie[2], coutellerie à Espalion.

## Jeu
Les quilles de huit est un jeu d'extérieur né dans la région d'Espalion et pratiqué à grande échelle en Aveyron. Depuis 2012, cette pratique est inscrite à l'Inventaire du patrimoine culturel immatériel en France.

## Presse écrite
Ancienne
- Le journal de l'Aveyron
- La Gazette du Rouergue
- L'Écho de l'Aveyron

Contemporaine
- Centre Presse
- La Dépêche du Midi (l'une de ses 16 éditions locales)
- L'Empaillé, trimestriel